# Дутый
Дутый (Дуты, Дутово) — упразднённое село в Хилокском районе Забайкальского края России, до 2005 года находившееся в составе сельского поселения «Хилогосонское».

## География
Село Дутый располагалось при впадении реки Дуты в озеро Арей, в 65 километрах (по автодороге) от города Хилок.

## История
В 1950-х годах в данной местности располагался лесной участок «Арейский», Хилокского лесного промышленного хозяйства (ЛПХ). В 1970 — 1980 годах в посёлке размещались воинские части (отдельные батальоны) 160-й отдельной дорожно-строительной бригады, которые строили автомобильную дорогу оборонного значения (АДОЗ) «Байкал».
В 2002 году в селе произошёл пожар, после чего оно было покинуто населением. В 2005 году село Дутый было официально исключено из состава Хилогосонского сельского поселения.

## Культура
В окрестностях бывшего села находится комплекс археологических памятников Шаман-Гора.